# Huber SE
Die HUBER SE ist ein weltweit agierendes Unternehmen im Bereich der Umwelttechnik mit Sitz in Berching in der Oberpfalz, Bayern. HUBER ist ein weltweit führender Hersteller von qualitativ hochwertigen und innovativen Maschinen, Anlagen und Ausrüstungsteilen aus Edelstahl für die kommunale und industrielle Wasseraufbereitung, Abwasserreinigung und Schlammbehandlung.
Das Unternehmen entwickelt und fertigt Produkte, projektiert und erstellt Systemlösungen für Kommunen und die Industrie. Mit mehr als 55.000 installierten Anlagen sowie mehr als 20 Tochterunternehmen und vielen weiteren Repräsentanzen zählt Huber zu den international bedeutenden Unternehmen der Branche.
In rund 60 Ländern beschäftigt die Huber-Gruppe mehr als 1.500 Mitarbeiter, wobei davon über 900 Mitarbeiter am Stammsitz in Berching-Erasbach beschäftigt sind.

## Geschichte
Die Geschichte des Unternehmens geht zurück auf einen Kupferschmiedebetrieb, der seit 1834 bestand, und in den Johann Huber im Jahr 1872 einheiratete. Seit 150 Jahren befindet sich das Unternehmen somit im Besitz der Familie Huber. Als Kupferschmiede fertigte man damals Behälter und Anlagen für Brauereien und Lebensmittelbetriebe. Um ca. 1900 wurde die Produktion erstmals von Kupferprodukten auf Stahl umgestellt, 1940 wurde erstmals Edelstahl verwendet.
1908 übernahm Hans Huber die Geschäftsführung, 1948 folgte Josef Huber. 1969 erfolgte die Übernahme der Geschäftsführung durch die Brüder Hans Georg Huber und Karl-Josef Huber. Unter ihrer Leitung wurden die bis heute bearbeiteten Geschäftsfelder erschlossen und ausgebaut.
1993 wurden die Produktionseinheiten in den Berchinger Ortsteil Erasbach verlagert.
2003 erfolgte die Umfirmierung der Hans Huber GmbH in die Hans Huber AG und der Umzug der administrativen Organisationseinheiten nach Erasbach.
2005 wurde von der Hans Huber AG erstmals der Huber Technology Prize gestiftet. Die Auszeichnung wird alle zwei Jahre vergeben.
2009 wurde die Hans Huber AG in die Huber SE umfirmiert.
Die bisherigen Vorstände Hans Georg Huber und Karl-Josef Huber wechselten 2010 in den Aufsichtsrat. Neuer Vorstandsvorsitzender wurde Georg Huber.

## Vorstand und Aufsichtsrat

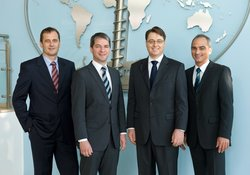
Derzeitiger Vorstand (von links: Rainer Köhler, Georg Huber, Oliver Rong, Johann Grienberger)

Seit dem Jahr 2010, als die bisherigen Vorstände Hans Georg Huber und Karl-Josef Huber in den Aufsichtsrat wechselten, besteht der Vorstand der HUBER SE aus den folgenden Mitgliedern:
- Georg Huber (Vorstandsvorsitzender und Vorstand Personal & Finanzen)
- Oliver Rong (stellvertretender Vorstandsvorsitzender und Vorstand Produktion & Technik)
- Johann Grienberger (Vorstand Technologie)
- Rainer Köhler (Vorstand Vertrieb)

Aufsichtsrat:
- Alois Ponnath (Aufsichtsratsvorsitzender)
- Staatssekretär a. D. Hans Spitzner
- Johanna Rong

## Standorte
Bis 2003 befand sich der Unternehmenssitz noch nahe der Berchinger Altstadt. Die Produktion des Unternehmens wurde 1993 in den Berchinger Ortsteil Erasbach verlegt, seit August 2003 befinden sich auch die administrativen Organisationseinheiten der Huber SE in Erasbach. Weitere Standorte befinden sich außer in Europa auch in Nord- und Südamerika, Afrika, Asien und Australien.

## Auszeichnungen
- „Hidden Champion“ Mittelstandspreis 2014 von n-tv in der Kategorie „Nachhaltigkeit“[4]
- „Bayerns Best 50“ 2014 für die wachstumsstärksten mittelständischen Unternehmen des Bayerischen Staatsministeriums für Wirtschaft und Medien, Energie und Technologie[5]
- Der bayerische Mittelstandspreis 2010 des Europäischen Wirtschaftsforums[6]
- „Best Business Award“ 2011 der Passauer Neuen Presse
- „Umweltmedaille des Freistaates Bayern“ 2002
- Bayerischer Energiepreis 2012 in der Kategorie „Energiekonzepte und Initiativen“
- Guinness-Weltrekord: Größte Wasseraufbereitungsanlage der Welt in Bahr El-Baqar (Ägypten)[7]

## Mitgliedschaften
- Deutsche Gesellschaft für Membrantechnik (DGMT)[8]
- Deutsche Vereinigung für Wasserwirtschaft, Abwasser und Abfall (DWA)[9]
- European Water Association (EWA)[10]
- German Water Partnership[11]
- International Water Association (IWA)[12]
- Partner Circle Hochschule Amberg-Weiden[13]
- Umweltcluster Bayern[14]

## Produkte und Dienstleistungen
- Rechen- und Siebanlagen
- Rechengut- und Sandbehandlung
- Sandabscheidung
- Feinst- und Mikrosiebanlagen
- Flotation

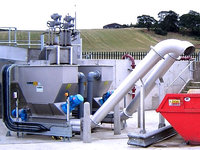
Beispiel für Rechengutbehandlung

- Schlammsiebung, -eindickung, -entwässerung und -trocknung
- Sandfiltration
- Heizen und Kühlen mit Abwasser
- Regenbecken- und Kanalausrüstung
- Edelstahl-Ausrüstungsteile
- Global Service